# Méolans-Revel
Méolans-Revel (okzitanisch Meulans e Revèl) ist eine französische Gemeinde mit 323 Einwohnern (Stand 1. Januar 2022) im Département Alpes-de-Haute-Provence in der Region Provence-Alpes-Côte d’Azur. Sie gehört zum Arrondissement Barcelonnette und zum Kanton Barcelonnette.

## Geografie
Méolans-Revel liegt in den französischen Seealpen, rund zehn Kilometer von Le Lauzet-Ubaye und zwölf Kilometer von Barcelonnette entfernt. Sie grenzt
- im Norden an Crots und Les Orres,
- im Nordosten an Saint-Pons (Berührungspunkt),
- im Osten an Les Thuiles und Uvernet-Fours,
- im Südosten an Allos,
- im Süden an Prads-Haute-Bléone,
- im Südwesten an Le Vernet und Seyne,
- im Nordwesten an Le Lauzet-Ubaye.

Die Gemeinde wird vom Fluss Ubaye und seinem Zufluss Grand Riou de la Blanche durchquert und setzt sich aus den Dörfern Méolans, Revel, Laverq und anderen Weilern zusammen.

### Erhebungen
- Tête de l’Estrop, 2961 m
- Trois-Évêchés, 2819 m
- Grande Séolane, 2909 m
- Petite Séolane, 2855 m

## Bevölkerungsentwicklung
| Jahr      | 1962 | 1968 | 1975 | 1982 | 1990 | 1999 | 2008 | 2012 |
| --------- | ---- | ---- | ---- | ---- | ---- | ---- | ---- | ---- |
| Einwohner | 358  | 299  | 230  | 224  | 227  | 284  | 330  | 333  |

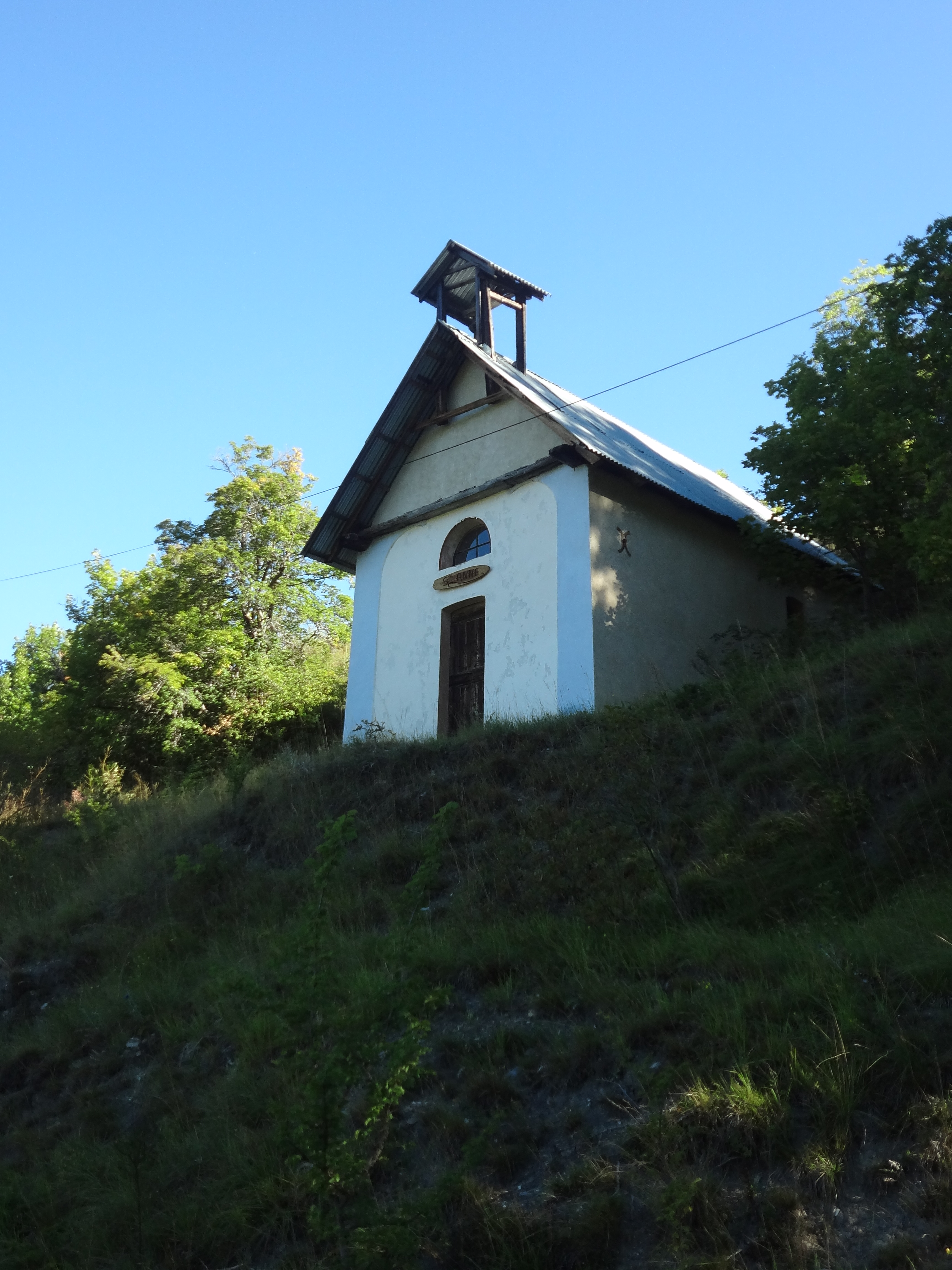
Kapelle Sainte-Anne de Girardeisse
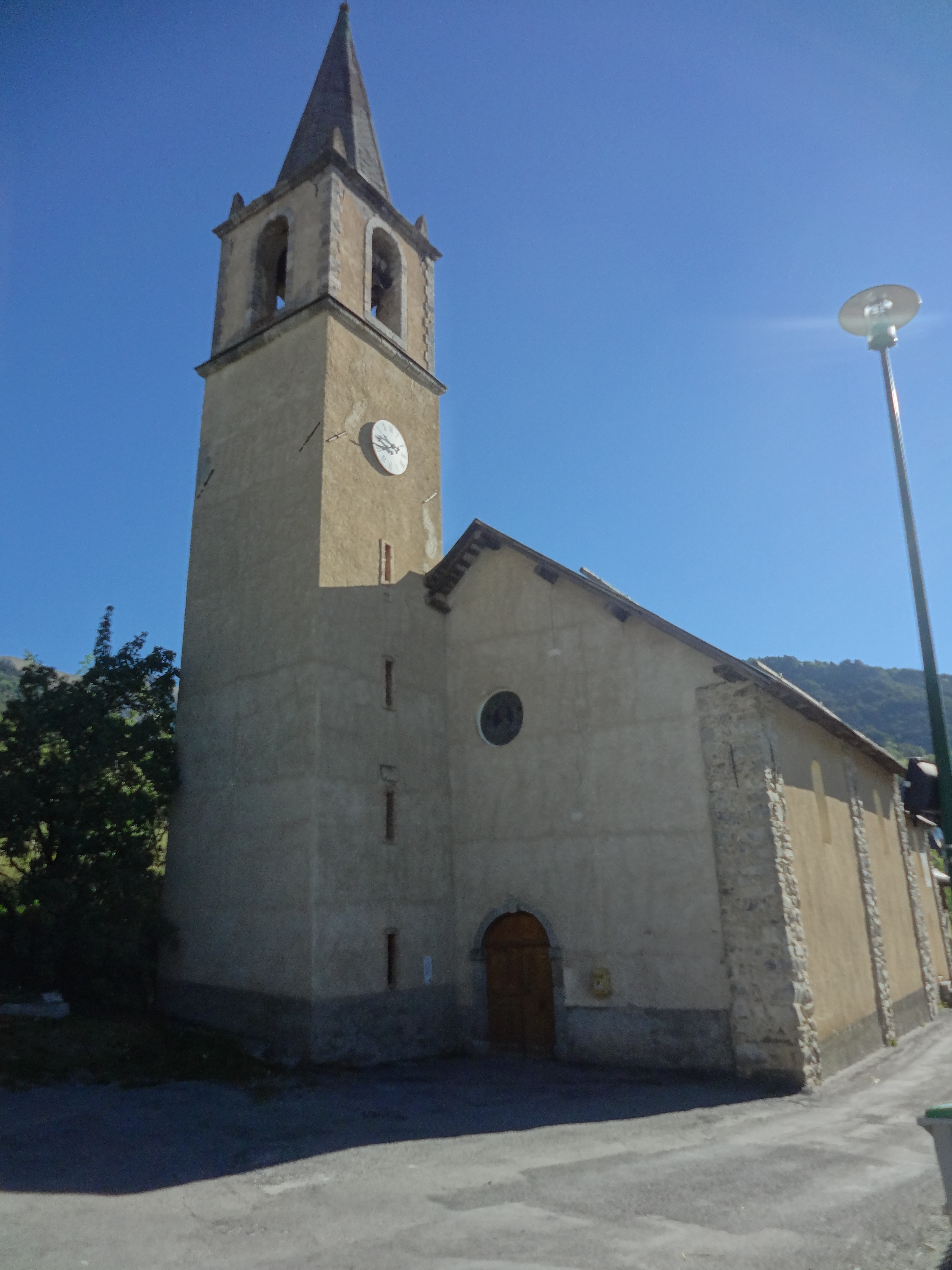
Kirche Notre-Dame de Lumières
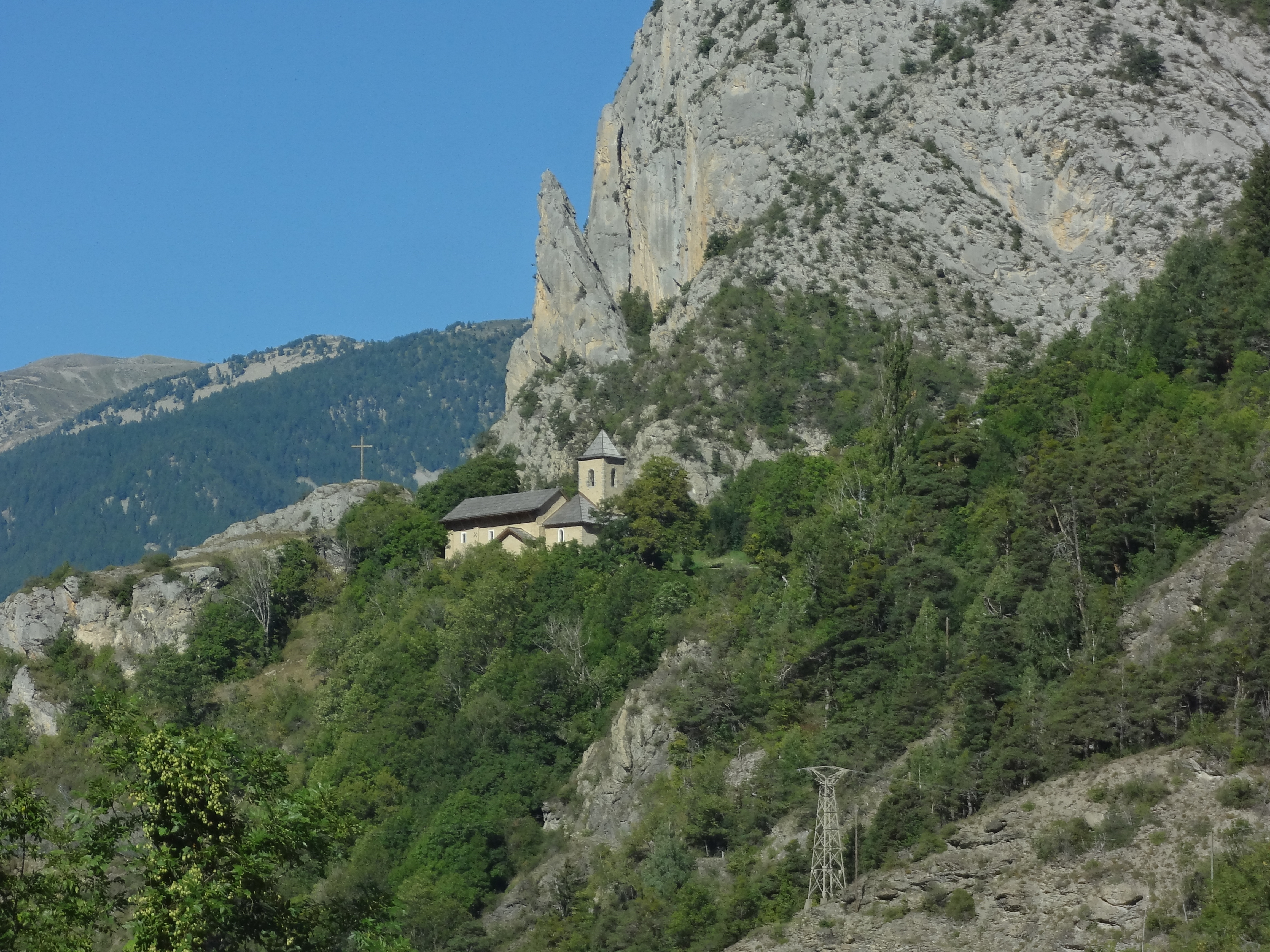
Kirche Saint-Jacques-le-Majeur
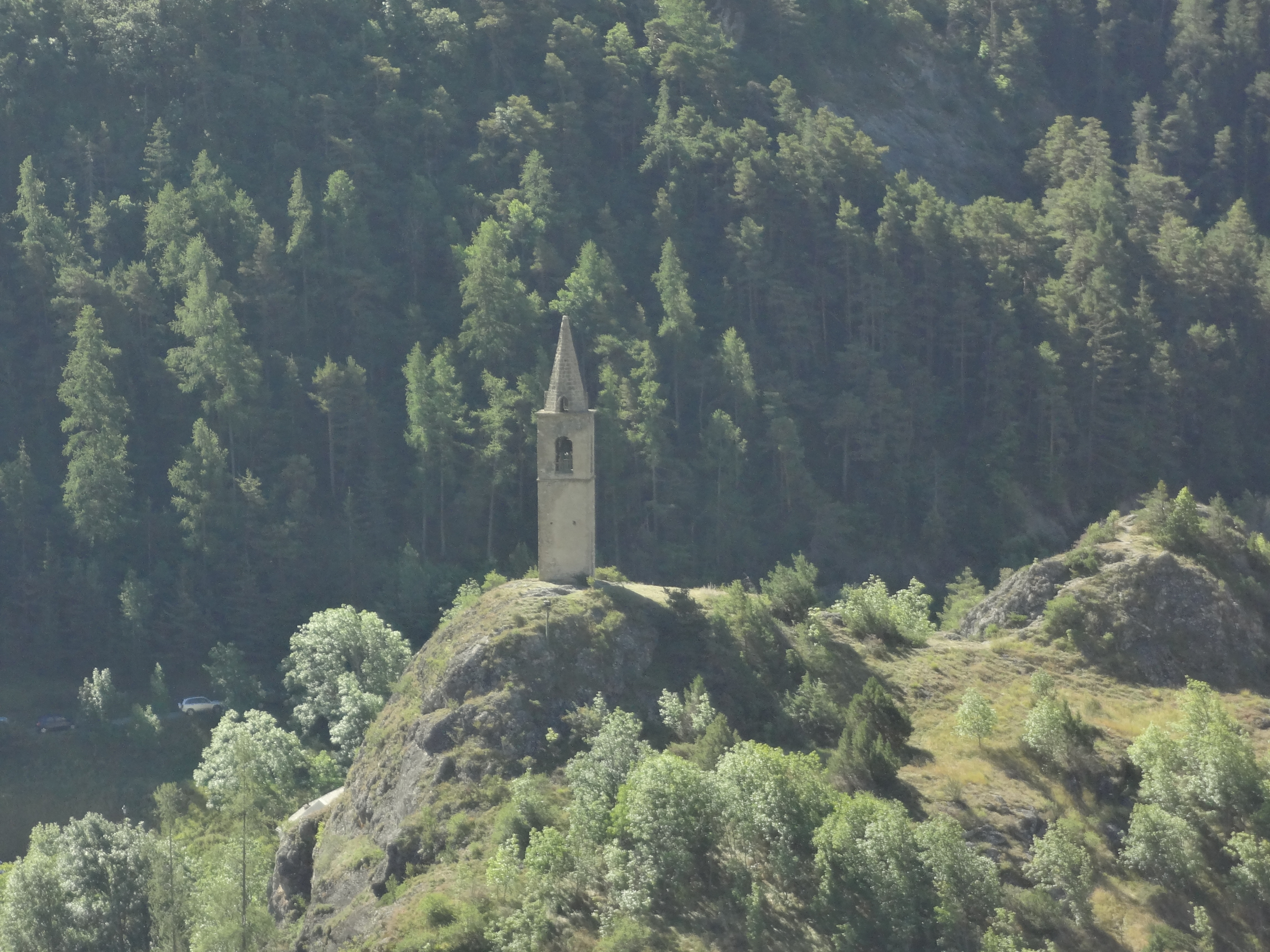
Kirchturm von Méolans